# Мія Буріч
Мія Буріч (нім. Mia Buric; нар. 23 травня 1982) — колишня німецька тенісистка.
Найвищу одиночну позицію світового рейтингу — 204 місце досягла 17 липня 2000, парну — 176 місце — 11 червня 2001 року.
Здобула 3 одиночні та 2 парні титули туру ITF.
Завершила кар'єру 2003 року.

## Фінали турнірів WTA

### Парний розряд: 1 (0–1)
| Легенда: перед 2009 роком  | Легенда: починаючи з 2009 року |
| -------------------------- | ------------------------------ |
| Турніри Великого шлему (0) |                                |
| Чемпіонати WTA (0)         |                                |
| Tier I (0)                 | Premier Mandatory (0)          |
| Tier II (0/0)              | Premier 5 (0)                  |
| Tier III (0/0)             | Premier (0/0)                  |
| Tier IV & V (0/1)          | International (0/0)            |

| Результат | Рік            | Категорія | Турнір                    | Покриття | Партнерка     | Суперниці                      | Рахунок  |
| --------- | -------------- | --------- | ------------------------- | -------- | ------------- | ------------------------------ | -------- |
| Поразка   | 16 червня 2002 | Tier IV   | Tashkent Open, Узбекистан | Тверде   | Галина Фокіна | Тетяна Перебийніс Тетяна Пучек | 5–7, 2–6 |

## Юніорські фінали турнірів Великого шолома

### Парний розряд
| Результат | Рік  | Турнір                               | Покриття | Партнерка     | Суперниці                     | Рахунок       |
| --------- | ---- | ------------------------------------ | -------- | ------------- | ----------------------------- | ------------- |
| Поразка   | 1999 | Відкритий чемпіонат Франції з тенісу | Ґрунт    | Кім Клейстерс | Флавія Пеннетта Роберта Вінчі | 5–7, 7–5, 4–6 |

## Фінали ITF

### Одиночний розряд (3–2)
| Легенда          |
| ---------------- |
| турніри $100,000 |
| турніри $75,000  |
| турніри $50,000  |
| турніри $25,000  |
| турніри $10,000  |

| Результат | Дата            | Категорія | Турнір                          | Покриття   | Суперниця      | Рахунок                 |
| --------- | --------------- | --------- | ------------------------------- | ---------- | -------------- | ----------------------- |
| Перемога  | 21 вересня 1998 | 10,000    | Сандерленд, Велика Британія     | Тверде (i) | Юлія Лютрова   | 6–2, 7–6 (7–4)          |
| Перемога  | 28 вересня 1998 | 10,000    | Глазго, Велика Британія         | Килим (i)  | Брехтьє Брюлс  | 6–4, 3–6, 6–1           |
| Поразка   | 26 липня 1999   | 25,000    | Памплона, Іспанія               | Тверде     | Джоан Ворд     | 2–6, 4–6                |
| Поразка   | 3 липня 2000    | 25,000    | Файгінген-ан-дер-Енц, Німеччина | Ґрунт      | Міріам Шнітцер | 3–6, 4–6                |
| Перемога  | 23 жовтня 2000  | 25,000    | Сен-Рафаель (Вар), Франція      | Тверде (i) | Марет Ані      | 4–2, 1–4, 2–4, 5–3, 5–3 |

### Парний розряд (2–3)
| Результат | Дата             | Категорія | Турнір                              | Покриття   | Партнерка           | Суперниці                          | Рахунок                  |
| --------- | ---------------- | --------- | ----------------------------------- | ---------- | ------------------- | ---------------------------------- | ------------------------ |
| Поразка   | 8 листопада 1999 | 25,000    | Рунгстед, Данія                     | Килим (i)  | Ясмін Вер           | Маркета Кохта Зіна Шрайбер         | 6–4, 6–7 (6–8), 2–6      |
| Перемога  | 12 червня 2000   | 25,000    | Ленцергайде, Швейцарія              | Ґрунт      | Б'янка Ламаде       | Іветте Бастінг Андреа ван ден Гурк | 7–5, 6–3                 |
| Перемога  | 24 липня 2000    | 25,000    | Памплона, Іспанія                   | Тверде     | Іветте Бастінг      | Ліенн Бейкер Маріана Меса          | 6–2, 6–0                 |
| Поразка   | 16 жовтня 2000   | 25,000    | Жуе-ле-Тур, Франція                 | Тверде (i) | Лаура Делль'Анджело | Елені Даніліду Марія Гезненге      | 3–5, 1–4, 0–4            |
| Поразка   | 30 жовтня 2000   | 25,000    | Кінгстон-апон-Галл, Велика Британія | Тверде (i) | Зіна Шрайбер        | Жулі Пуллен Лорна Вудрофф          | 1–4, 4–1, 1–4, 4–5 (4–7) |